# 新門前通

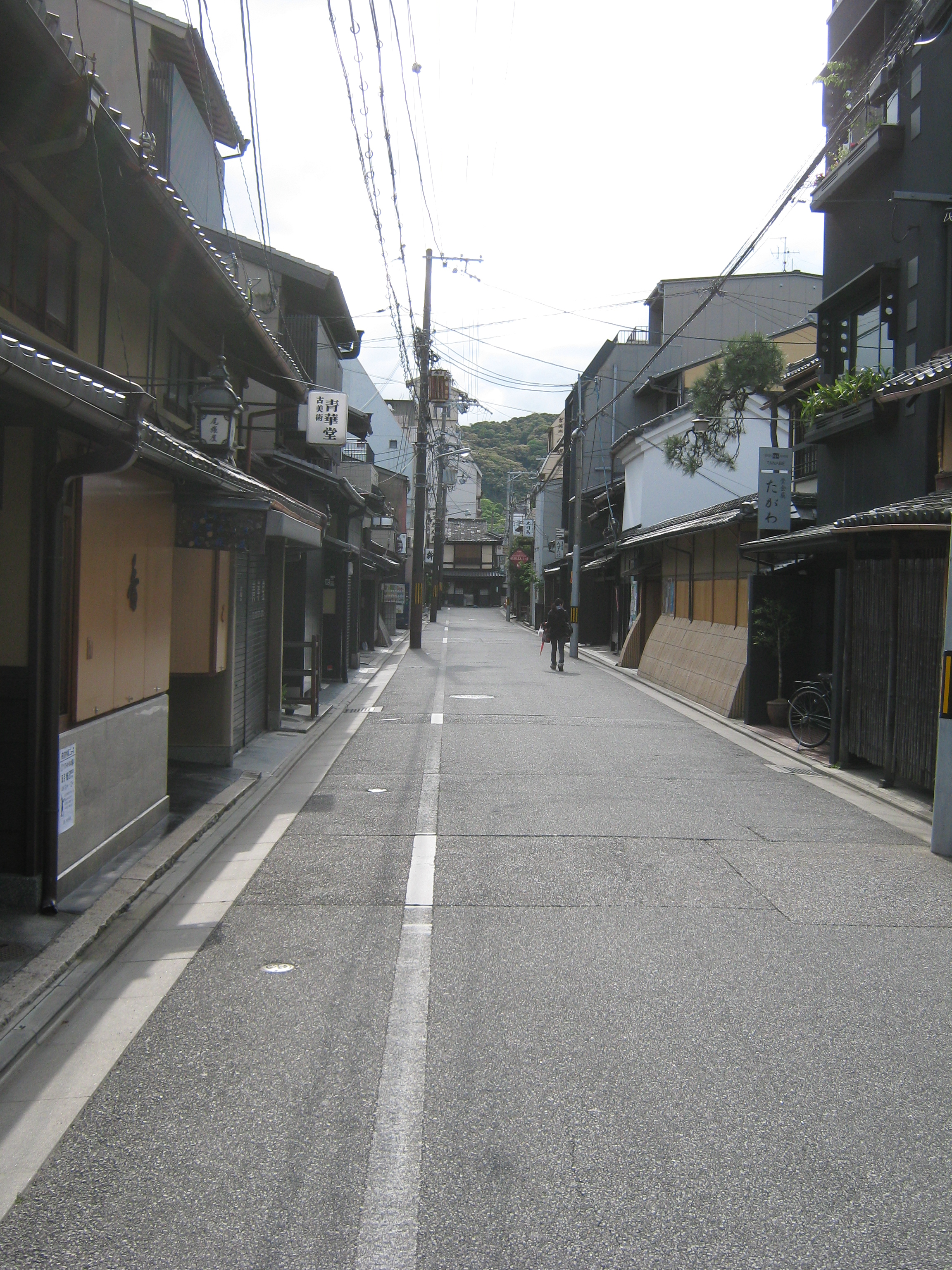
新門前通、古美術商が並ぶ、京都市東山区

新門前通（しんもんぜんどおり）は京都市東山区内の東西の通りの一つ。東は東大路通から西は大和大路通（縄手通）まで延長およそ400m。大和大路通から先にも、川端通まで道路は続いている。
祇園のほぼ北縁に位置する。また、骨董店、古美術商が京都で最も集まっている通りで、東大路から花見小路通までは特に密集している。
名前は知恩院の表門前の通りを古門前通と呼ぶことに対してつけられたという。

## 沿道の主な施設
- 知恩院